# Enrico Cavaliere
Enrico Cavaliere (Venezia, 13 dicembre 1958) è un politico italiano.

## Biografia
Iscritto alla Lega Nord dal 1991 presso la sezione nazionale della Liga Veneta, ne è stato segretario provinciale di Venezia dal 1992 al 1994. Nel 1993 diventa consigliere comunale a Venezia.
Viene eletto alla Camera dei deputati nella XII legislatura (1994-1996), dove ricopre il ruolo di vice capogruppo leghista. Nel 1996 viene poi confermato alla Camera nella XIII legislatura nella circoscrizione Veneto 2. Dal 1996 al 2000 è stato vicepresidente del gruppo parlamentare della "Lega Nord per l'indipendenza della Padania" alla Camera dei deputati. 
Si è dimesso da deputato nel 2000 a seguito della elezione al Consiglio regionale del Veneto, dove ha rivestito la carica di presidente fino al 2005.